# Ramal ferroviario Cañada de Gómez-Garibaldi
El Ramal Cañada de Gómez - Garibaldi pertenece al Ferrocarril General Bartolomé Mitre, Argentina.

## Servicios
No presta servicios de pasajeros. Las vías se encuentran mayormente en estado de abandono. Sólo corren trenes de carga de la empresa Nuevo Central Argentino entre Cañada de Gómez y Las Parejas.
La estación Cañada de Gómez se encuentra activa para servicios de pasajeros de la empresa estatal Trenes Argentinos Operaciones.